# Suore di San Giovanni Battista e di Santa Caterina da Siena
Le Suore di San Giovanni Battista e di Santa Caterina da Siena, dette Medee, sono un istituto religioso femminile di diritto pontificio: i membri di questa congregazione pospongono al loro nome la sigla S.G.B.M.

## Storia
La congregazione venne fondata a Genova il 4 giugno 1594 da Camilla Medea Ghiglini (1559-1624) per l'istruzione e l'educazione delle fanciulle: le sue regole, redatte dalla Ghiglini con l'aiuto del gesuita Bernardino Zanoni, vennero approvate dal senato della Repubblica genovese il 10 gennaio 1625.
Le Medeee vennero erette in istituto di diritto diocesano con decreto di Tommaso Pio Boggiani, arcivescovo di Genova, del 15 gennaio 1920.
L'istituto ricevette il pontificio decreto di lode l'8 aprile 1935 e venne approvato definitivamente dalla Santa Sede l'8 giugno 1942.

## Attività e diffusione
Le Medee si dedicano all'istruzione della gioventù, all'assistenza agli ammalati e alle missioni; la loro spiritualità è di ispirazione ignaziana.
Oltre che in Italia, sono presenti in Albania, Argentina, Bolivia, Brasile e Repubblica del Congo; la sede generalizia è a Roma.
Al 31 dicembre 2005, la congregazione contava 90 religiose in 23 case.